# Валансе (сир)
Валансе (фр. Valencay) — французький козячий сир у формі піраміди вагою 250 г, обсипаний деревною золою. Вперше цей сир такої незвичної форми зробили на честь повернення Наполеона Бонапарта з перемогою із єгипетської кампанії. Валансе є візитівкою стародавньої французької провінції Беррі (фр. Berry), що багата на інші козячі сири (Пулиньї-Сен-П'єр (фр. Pouligny-Saint-Pierre), Левру). З формою сиру пов'язана не одна легенда. Наприклад, існує легенда, згідно з якою селяни хотіли повторити в сирі форму дзвіниці, розташованої в селі Валансе. Цей сир цікавий також тим, що його обсипають деревною золою. У Беррі вважають, що це найкращий спосіб зберегти смакові якості козячого сиру. Валансе роблять влітку й восени, коли кози харчуються свіжою травою. Для дозрівання сир поміщають в добре вентильованій сушарні на 4-5 тижнів, де він поступово вкривається тонкою скоринкою з блакитною цвіллю. Під скоринкою — ніжна м'якоть, трохи солодкувата віддає лісовим горіхом. Смак лісового горіха, змішаний з ароматом деревної золи, довго залишається в роті. Вважається, що з валансе краще всього поєднується місцеве біле вино сансер (фр. sancerre).